# José Paúl y Angulo
José Paúl y Angulo (Jerez de la Frontera, 1842-París, 23 de abril de 1892) fue un político, escritor y empresario español nacionalizado argentino.  Vicepresidente de la Junta Revolucionaria de Jerez en 1868, estuvo presuntamente implicado como autor material en el asesinato del general Prim.
Según escribió en sus Memorias íntimas de un pronunciamiento, él mismo se consideraba un «republicano federal, esencialmente socialista», principios que nunca le impidieron mantener «la condición de patriota español». Es considerado un pionero del andalucismo político.

## Biografía

### Primeros años
El padre, José Horacio Paul Pasquín, era un bodeguero venido a menos debido a las decisiones de Carlos III y que le hicieron abrazar las ideas liberales. La madre era Inés Angulo, hija de Jerónimo Angulo Dávila, héroe en la Guerra de Independencia, diputado liberal y alcalde de Jerez y descendiente de los señores casarejos y caballeros Veinticuatro.
José nació en un ambiente de lucha interburguesa entre las distintas familias que se dedicaban al jerez, lo que llevó al propio José a retarse en duelo con Luis Terry. Fue enviado a Madrid a estudiar Ingeniería de Caminos. La muerte de su hermano Manuel debido a una reyerta en 1866 hizo que tuviese que emigrar a Londres para ocuparse de los negocios familiares, hasta que el menor de los hermanos, Carlos, lo sustituyó. Finalmente el negocio pasó a manos de la familia Mackenzie en 1892.
En 1868 conoció en Inglaterra al general Juan Prim, que se encontraba exiliado en Londres y al que anteriormente su familia había aportado 50 000 pesetas para su causa.

### Vida política
A su vuelta a España siguió en contacto con su primo Manuel Francisco Paul y Picardo, banquero republicano federalista; Fermín Salvochea, Ramón de Cala, Rafael Guillén y Gumersindo De la Rosa con los que junto al pintor y fotógrafo Enrique Bartorelo Quintana tuvo charlas para discutir sobre fourierismo. Debido a la detención y destierro del enlace de Prim en la provincia de Cádiz, para seguir adelante con el Pacto de Ostende, el general le ofreció a Paúl el trabajo que el enlace venía haciendo con los oficiales de las guarniciones gaditanas y este aceptó. En julio de 1868 se reunió de nuevo con Prim en un balneario de Vichy que el general abandonó apresuradamente tras ser informado del apoyo total de los demócratas en Andalucía. Paúl y el resto de sus amigos idearon un plan para el 9 de agosto, que consistía en asaltar el Gobierno Militar y el Gobierno Civil, plan que finalmente se suspendió debido a que no se produjo el desembarco en Cádiz de los 200 infantes de marina que debían unirse al regimiento Cantabria y a unos cien republicanos venidos de toda la provincia.
Formó parte del grupo promotor de la Revolución de 1868: Paúl y sus amigos reactivaron la revolución que estaba en punto muerto tras el destierro del general Serrano en Canarias. El nuevo plan, coordinado por Adelardo López de Ayala, consistía en fletar un mercante capitaneado por Ramón Lagier a Canarias para llevar a Serrano y al resto de generales unionistas a Cádiz, donde se encontrarían el mismo día de la llegada de Prim junto al brigadier Juan Bautista Topete. Mientras Paúl recogería a Prim en un vapor en Gibraltar donde arribaría tras zarpar desde Southampton. Lagier, amigo de Prim y republicano, retrasó tres días la llegada de Serrano, partidario de entregar el trono a Antonio de Orleans, cuñado de Isabel II, al que Napoleón III no quería ver reinar y Prim le juró al salir de Vichy rumbo a Londres que no lo haría. Un día después del inicio de la revolución se encargó de constituir las juntas revolucionarias de los pueblos de la bahía mientras en Jerez aún continuaban los conflictos con su hermano Carlos a la cabeza. El 20 de septiembre José fue nombrado vicepresidente de la junta de Jerez junto al comandante Manuel Sánchez Mira. Además fue el delegado de policía y gobierno interior. Una vez en el cargo formó un ejército de Voluntarios con el que atacar Lebrija y otros pueblos de la sierra de Cádiz que aún eran fieles a Isabel II. Más tarde se encargó de convocar plazas de guardias a pie y a caballo cuya misión era la defensa de la libertad y de la propiedad privada. Por otro lado tomó algunas medidas para secularizar el Estado como fueron la supresión de asociaciones religiosas, la privación de subvenciones municipales a las cofradías o el derribo de conventos ruinosos para dar trabajo a los parados.

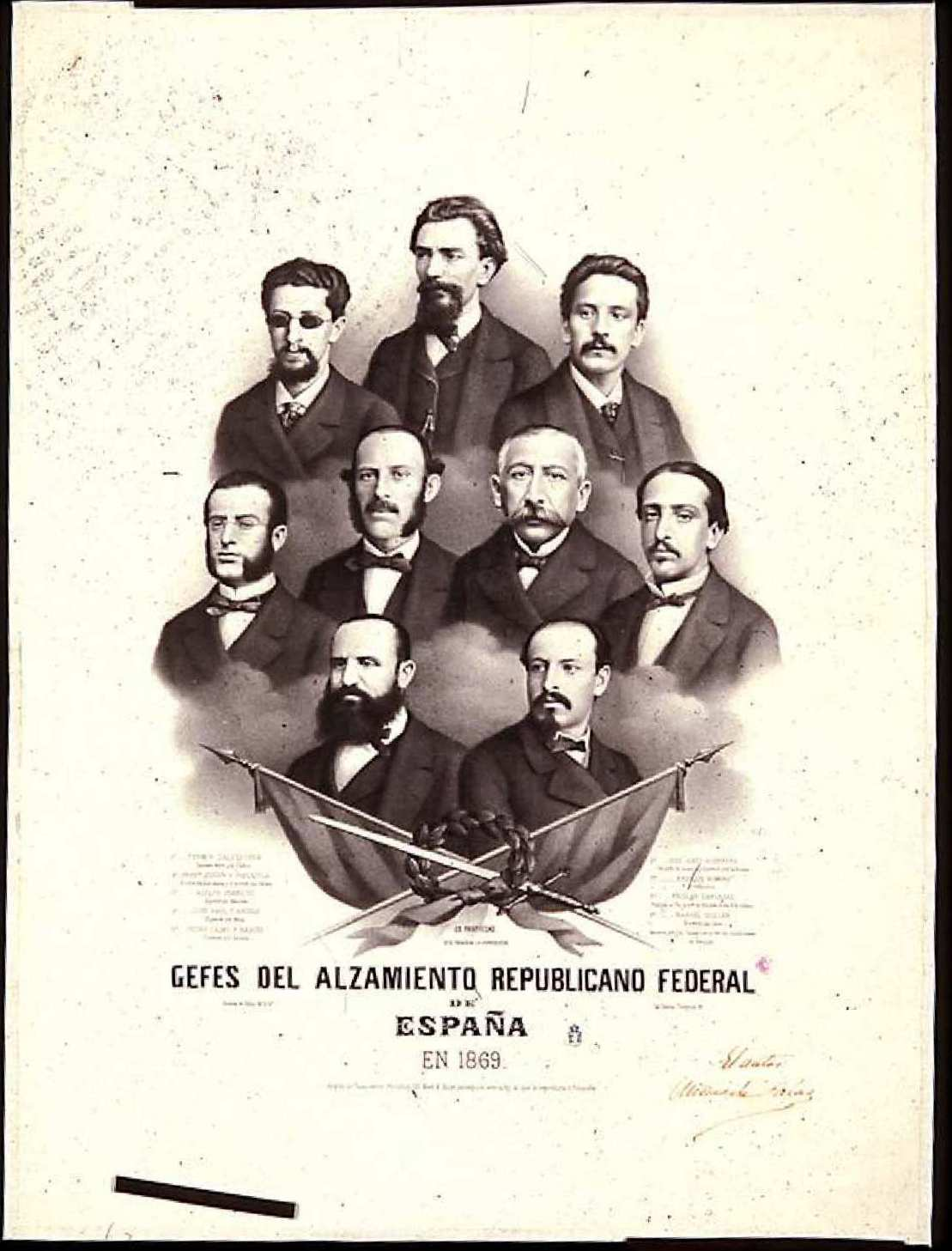
«Gefes (sic) del alzamiento republicano federal de España en 1869»: Junto a Fermín Salvochea, Suñer y Capdevila, Adolfo Joarizti, Caymó y Bascós, Guerrero Ludeña, Enrique Romero, Froilán Carvajal y Rafael Guillén. (Litografía de Andrés de Salas en la Biblioteca Nacional de España).

Con la disolución de las Juntas Revolucionarias, las Juntas del territorio andaluz mostraron su descontento por la ausencia de demócratas y representantes andaluces en las Cortes,[cita requerida] lo que hizo que Paul volviese a ponerse en contacto con Prim para mostrarle su malestar, pero lo que más lamentó fue la declaración de monarquismo que rompía el pacto con los partidos revolucionarios y la apuesta de los andaluces por la creación de una república federal. A pesar de ello Paul siguió fiel al general Prim y asumió las directrices del Partido Democrático. Volvió a ponerse en contacto con Prim para interceder ante este en favor de los voluntarios que se alzaron en Cádiz el 5 de diciembre de 1868 pidiendo la suspensión de las hostilidades y aclarando que no se trataba de una insurrección contra la revolución.
En las elecciones generales de 1869 fue elegido diputado a Cortes constituyentes por su ciudad natal, formando parte de los 85 escaños correspondientes a la minoría republicana. Mientras residió en Madrid colaboró con los periódicos republicanos como El Club, La Revolución y con el federalista El Amigo del Pueblo. Además compró La Igualdad para ser su director.
Participó activamente en los levantamientos de Cádiz en pro de la república y por que los miembros de las extintas Juntas de Andalucía querían más demócratas y representantes de la región en las Cortes y en las milicias cívicas. Disconforme con la Constitución promulgada en junio de 1869, que optaba por la fórmula monárquica, se unió a los alzamientos republicanos del mes de octubre en los pueblos de la sierra de Cádiz y que fueron replicados en diferentes puntos de Andalucía, Aragón y Cataluña. Paul y Angulo reunió a un centenar de viticultores en Jerez con los que se dirigió el 3 de octubre a Arcos de la Frontera donde proclamó la República Federal, se alistaron a sus filas cien personas más y reunió víveres y 10.000 reales. Perseguido por el Regimiento de Infantería Gerona, se reunió con Salvochea y Rafael Guillén en el monte Jabato, cercano a Algar. Tras combatir en el cerro de El Calvario contra los 600 carabineros a bayoneta y no soportar las cargas de caballería Paul tomó Algar. Sabedores de la llegada de más tropas, en la madrugada del 6 de octubre aprovechando un alto el fuego y la nocturnidad las tropas de Paul abandonaron el pueblo y por los bosques se dirigieron a Ubrique con la intención de llegar a Ronda donde se encontraban las dos partidas venidas de Sevilla del cura Pedregal y de José Fantoni Solís y la malagueña de Enrique Romero Jiménez. Finalmente se encontraron en la actual sima del Republicano. Tras días de huidas y enfrentamientos, la muerte de setenta personas entre las que se encontraba Rafael Guillén el 16 de octubre finalizó la insurrección. Fantoni huyó a Portugal, los sacerdotes Enrique Romero y Esteban de Rivas, Paúl y Salvochea, acusados de crímenes que no habían cometido e incluso de actuar para los Estados Unidos para arrebatar Cuba a España, lo hicieron en Gibraltar desde donde Paúl partió a Inglaterra tras firmar el manifiesto contando la muerte de Guillén.
Tras la amnistía de agosto de 1870 volvió a la actividad política dirigiendo el periódico El Combate desde el que combatió en tono provocativo y a menudo insultante a Prim, su antiguo ídolo convertido en el peor de sus enemigos. La línea editorial del diario le granjeó tanto elogios como críticas. Entre ellas la del diario El Imparcial, lo que llevó a múltiples enfrentamientos dialécticos entre ambos diarios. Estos enfrentamientos derivaron en el duelo entre Paúl y Felipe Ducazcal, periodista, rival político, decidido partidario de Prim y empleado de la casa real, que había usado a la Partida de la porra para intentar evitar la representación de una obra de teatro de Navarro Gonzalvo. En un duelo a pistola y a muerte, Ducazcal con la misma arma con la que Antonio de Orleans poco antes había dado muerte en duelo a Enrique de Borbón y Borbón-Dos Sicilias, disparó primero por sorteo, fallando su disparo, tras lo que Paúl lo hirió en la oreja y abandonó el lugar creyéndolo muerto.. Tras la votación en el Congreso de los Diputados que daba la corona a Amadeo de Saboya y dos días antes del atentado que costó la vida a Prim, el 25 de diciembre de 1870 El Combate anunció que ponía fin a su publicación y llamaba a «cambiar la pluma por el fusil» en un extenso artículo editorial titulado Al pueblo español, en el que calificaba a Prim de dictador y tachaba de golpe de Estado la elección de Amadeo de Saboya por «una mayoría constituyente FACCIOSA, prostituida y encenagada hasta la hediondez más repugnante».

### Asesinato de Prim y exilio
Desde el ensayo histórico más completo dedicado al atentado contra el general Prim, obra de Antonio Pedrol Rius, se señala a Paúl como ejecutor material del asesinato. Convertido en contrincante ideológico, su actitud frente a él se ha calificado «de odio profundo» y «enconado rencor», y el propio Paúl atribuyó a su bisoñez política su pasada atracción por él. De la ejecución del atentado se habría encargado Paúl y Angulo al frente de un grupo de nueve republicanos, contando con la complicidad de los lugartenientes del general Serrano: José María Pastor y Felipe Solís Campuzano que, además, era ayudante del duque de Montpensier, quien en última instancia habría sido el instigador del mismo. Dos días antes del atentado, perpetrado el 27 de diciembre, Paúl y Angulo suspendió la publicación del diario El Combate y abandonó la fonda París en la que residía, sin equipaje pero anunciando que salía de viaje, aunque algunos días después fue visto en Madrid. Se dice que Moya, ayudante de Prim, que viajaba con él en su coche, y el propio Prim reconocieron la voz de Paúl Angulo dando órdenes a los asesinos. Sin embargo la realidad es que no se le probó nada para acreditar su culpabilidad, pero su reputación se vio muy afectada. De hecho, muchos de sus antiguos correligionarios y jefes del partido republicano, como Emilio Castelar o Francisco Pi y Margall, que nada sabían del atentado, rechazaron cualquier trato con Paúl y Angulo, obligado a vivir en el exilio donde no dejó de ser señalado como autor material del mismo.
En noviembre de 1871 se exilió en Francia y aunque puntualmente regresó a España por motivos políticos, pasó viajando por Europa y América por motivos empresariales y políticos propagando su republicanismo. 
Se presentó a las primarias federales para las elecciones generales de marzo de 1871 por Sanlúcar de Barrameda, donde salió elegido José Gutiérrez de Agüera, y para las de agosto de 1872 por Barcelona, en las que salió elegido Santiago Soler y Pla.

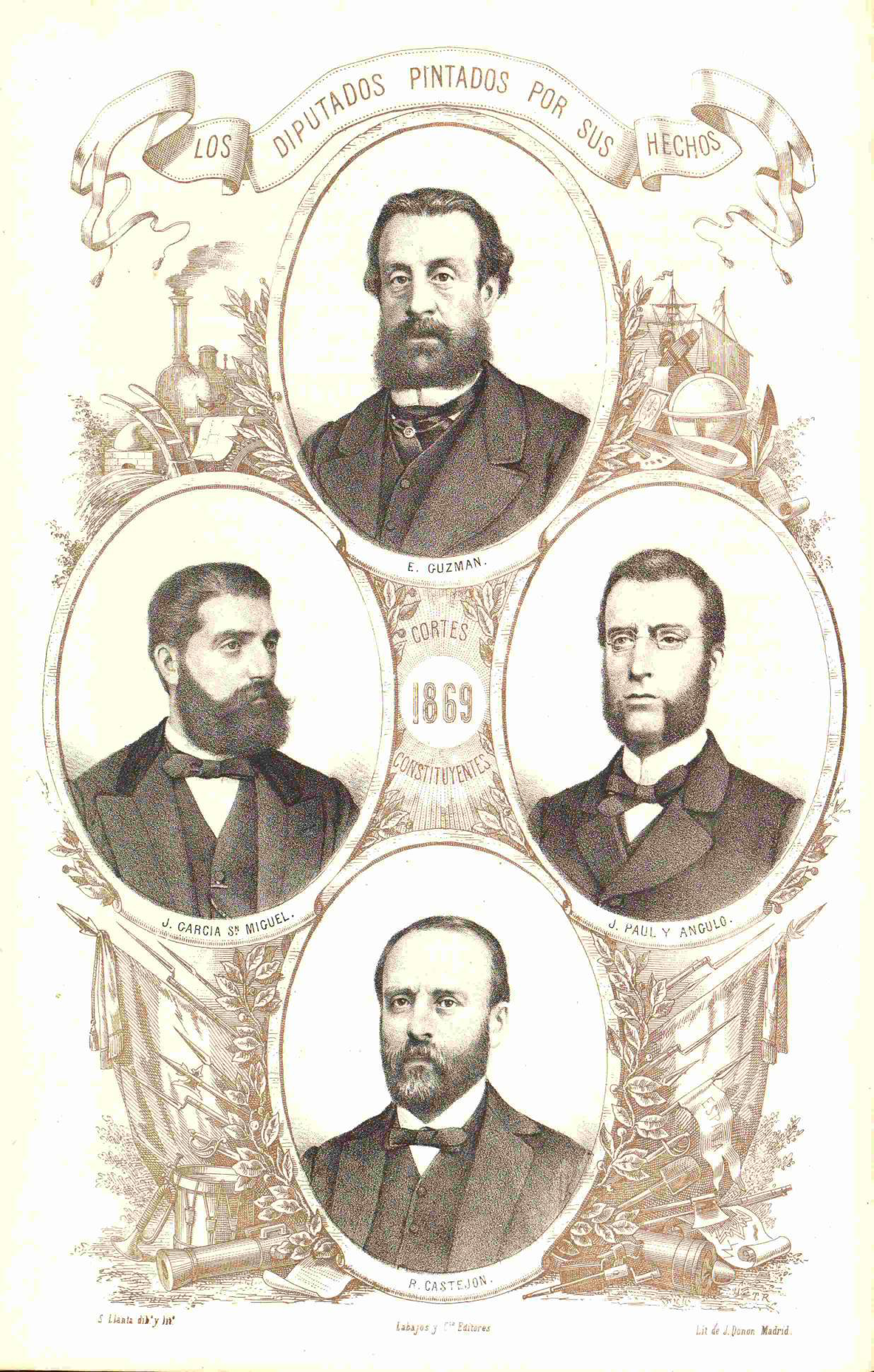
Junto a los diputados republicanos Enrique de Guzmán, García-San Miguel y Ramón Castejón (1869).

En Montevideo, en 1872, contrajo matrimonio civil con la barrioqueña Adela Perié, fundadora del colegio Santa Eulalia en Córdoba e hija del editor y escritor Eduardo Perié. 
Finalmente, con la derrota cantonal en Andalucía se instaló permanentemente en Buenos Aires, Argentina, en 1874.. Allí, colaboró en el diario El Español, a ojos de Paúl diario ni mitrista, ni alsinista, que lo presentó como un «obrero incansable de la escuela democrática más avanzada. Campeón de nuestra misma idea en el viejo y nuevo mundo».
Un año después viajó por diversos países de Sudamérica con los objetivos de formar colonias de españoles en los distintos países donde se reclamará inmigrantes y para tomar el pulso a la calidad democrática de las repúblicas. En Costa Rica presentó un proyecto, que fue rechazado, por el que el gobierno debía fundar una colonia de familias españolas que previamente serían elegidas por su laboriosidad y a las que se les sufragaría los gastos de traslado y se les daría 100 pesos a cambio de trabajar por dos años en la colonia y finalmente quedasen libres para emplearse donde quisieran. A Perú fue para acogerse a una convocatoria en la que el gobierno ofrecía ayudas para que se colonizase el país, pero prefirió marcharse debido a lo que llamó «un abuso y una especulación» con «la malversación de fondos a la orden del día». De Perú le llamó la atención el cruel régimen de esclavitud al que tenían sometidos a los chinos y en las condiciones de vida en la que los tenían los capataces y amos. De Chile sacó una muy mala impresión, destacando la extrema pobreza en la que vivían los braceros y las humillaciones a las que eran sometidos llegando a escribir «Ah Chile [...] si fueras un modelo de sociedad democrática y de sociedad republicana, desde ahora me declarara aristócrata-monárquico».. En Ecuador, al que calificó como «inmundo estercolero», fue encarcelado y estuvo a punto de morir ahorcado tras su participación en abril de 1877 en un mitin ante 2.000 obreros por «insultar abiertamente el sentimiento religioso del pueblo». En junio del mismo año dio una serie de conferencias en Venezuela con la presencia de Eugenio María de Hostos en las que reclamó la independencia de Cuba y Puerto Rico. Tanto las opiniones vertidas sobre los diferentes países que visitó como su reclamación de independencia de los países caribeños fueron objeto de numerosos ataques de la prensa sudamericana y española.
En mayo de 1878 viajó a París para reunirse con Fernando Garrido y diferentes federalistas e internacionalistas para planear un levantamiento popular en Cataluña. El plan consistía en que dicho levantamiento hiciese que las tropas de la frontera dejasen sus puestos para sofocarlo y aprovechar para que cuatro columnas de republicanos exiliados la atravesasen mientras se producían simultáneamente levantamientos militares, encabezados por José López Domínguez y Manuel de Salamanca Negrete, en Andalucía, Madrid y Valencia. Finalmente el plan fracasó debido a las diferencias políticas internas y sólo se alzaron en un cuartel de Navalmoral de la Mata. También, según los informes de un confidente entregados a Mariano Roca de Togores, en junio de ese mismo año un grupo de antidinásticos carlistas y republicanos entre los que se encontraban Paul y José Guisasola habrían planeado el atentado de octubre contra Alfonso XII y que éste formaba parte de un entramado que incluía atentar contra Humberto I de Saboya y Guillermo I de Alemania.
En 1879 viajó a Nueva York por negocios, comprobando el poco mercado que tiene el Jerez en los Estados Unidos y tras un estudio decidió escribir una carta al Diario de Cádiz en la que analizaba las distintas causas de la decadencia que estaba atravesando ese vino.
En 1880 retornó a Buenos Aires donde se le encargó realizar varias tareas para el Estado y para la propia ciudad en el Banco Nacional. Con el dinero ganado con la tarea fundó el diario La España Moderna. Además ayudo a la creación de la Cruz Roja bonaerense formando parte de la junta directiva.
El 15 de agosto de 1880 se dirigió a Montevideo para batirse en duelo con Enrique Romero Jiménez, otro exiliado español, viejo correligionario, director en Buenos Aires de El Correo Español, diario de clara orientación mitrista, suceso por el que Paúl se granjeo muchos detractores. Tras alcanzar de lleno el pecho de Romero en el segundo disparo —en el primero disparó al aire intencionadamente—, con una herida en el cuello volvió junto a sus padrinos a Argentina en el vapor que unía Buenos Aires con la capital uruguaya esa misma tarde. Una semana después murió a causa de las heridas Enrique Romero. Desde El Correo Español se sucedieron los ataques y amenazas dirigidos contra Paúl, al que los romeristas acusaban de ser el responsable del asesinato de Prim, jurando que sabrían «cumplir con su deber cuando se topasen con él». Ante las amenazas continuadas de los redactores de El Correo Español y del diario uruguayo La Colonia española, meses después, escribió un artículo en El Nacional titulado «No puedo más» en el que anunciaba que abandonaba el periodismo. Sin embargo, los redactores de El Correo Español no dejaron de escribir artículos vejatorios contra Paúl, llegando a afirmar que irían «a buscarle aunque se oculte en los mismísimos infiernos». Ante la insistencia de los redactores José Paúl volvió a escribir un artículo titulado «Qué se pretende?» en el que se preguntaba qué es lo que se esperaba de él y aceptaba el reto de los redactores afirmando que «cuando me busquen me encontrarán en cualquier terreno al que quieran llevarme». Dos semanas después se fijó otro duelo entre Paul y uno de los redactores que finalmente no se llevó a cabo gracias a la mediación de otras personas. En 1884 fue detenido en Buenos Aires por retar a duelo al embajador de Colombia, José María Samper.
En 1881 se nacionalizó argentino y en un discurso ante 8000 personas se posicionó a favor del gobierno y denunció el genocidio que estaban llevando a cabo los chilenos junto a los mercenarios chinos contra los argentinos, españoles y franceses que residían en Perú durante la Guerra del Pacífico. Ese mismo año creó una fábrica de harinas en Dolores y fue miembro del Ateneo español de Buenos Aires y comenzó a participar en diferentes actos culturales como los festejos taurinos con motivo de la Exposición Continental de 1882, la edición y colaboración en el diario La Bética, cuyos beneficios iban a parar a los damnificados por el terremoto en Andalucía de 1884. Llegó a participar en obras de teatro con carácter benéfico y a escribir una obra teatral en 1883 titulada Lo absurdo se elimina, que se estrenó en el Teatro de la Ópera.
En junio de 1885, coincidiendo con la tuberculosis de Alfonso XII, viajó a Londres para luego partir a Bayona para reunirse con Nicolás Salmerón, Eduardo Palanca, Nicolás Estévanez y Salvochea con el objetivo de promover la instauración de la república. El plan, calificado por Paul como «una revolución ordenada», consistía en convencer tanto a Salmerón como a Emilio Castelar y Pi y Margall de que se exiliasen voluntariamente en Francia para formar un comité que sería el gobierno provisional de la república. El plan estaba apoyado por el periódico francés La Justice y por Georges Clemenceau. Coincidiendo con esta reunión se reabrió el caso Prim, lo que hizo que se viera obligado a escribir un artículo en Le Gaulois rechazando dicha acusación de nuevo. Incluso algún periódico acusó al gobierno de gastar millones en espiar a Paúl Angulo por medio de «zánganos y abyectos» que lo sitúan en diferentes ciudades al mismo tiempo. El plan fracasó con Pacto de El Pardo entre Cánovas del Castillo y Sagasta por el que acordaban turnarse en el gobierno para asegurar el régimen monárquico.
En 1889 sufragó la llegada a Argentina de 32 familias jerezanas con las que fundó una colonia de corte fourierista, cerca de Paraná, llamándola Nueva Jerez. Un año antes creó una empresa para construir un canal de cabotaje entre Boca y Avellaneda.
Debido a la crisis económica de 1890 y la paralización de las obras del canal, que se retomaron en 1898, abandonó Argentina en 1891 para residir en París donde falleció el 23 de abril de 1892 de una congestión pulmonar. Fue enterrado en el Cementerio de Bagneux gracias a la mediación de la embajada argentina.

## Obras
- Memorias íntimas de un pronunciamiento (1869)
- Verdades revolucionarias en dos conferencias político-sociales dedicadas á las clases trabajadoras (1872)
- Manifiesto
- Lo absurdo se elimina. Drama en tres actos. (1883)
- Los asesinos del general Prim y la política en España (1886)

## Memoria
- En Buenos Aires existe una calle con su nombre en el Dock Sud que es perpendicular al canal creado gracias a su empresa.[73]

- El poeta jerezano Juan Ruiz Peña escribió una biografía de su paisano José Paúl y Angulo.[76]